# Südobelisk
Der Südobelisk ist ein Kunstwerk im öffentlichen Raum in Douala, Kamerun, und stellt einen gravierten Obelisken dar. Er ist ein Werk des marokkanischen Künstlers Faouzi Laatiris.

## Lage
Der Place du Gouvernement, auf dem das Kunstwerk steht, befindet sich am Palais des rois Bell, dem ehemaligen Herrscherpalast.

## Beschreibung
Bei dem Werk handelt es sich um einen Obelisken aus Stahlbeton, der mit schwarzem Marmor verkleidet ist. Sein Pyramidion ist mit vergoldetem Messing verkleidet. Die Höhe des Obelisken beträgt 8,75  Meter. Die Basis hat eine Fläche von 1 Meter × 1 Meter. Die Form ist die einer quadratischen schlanken Pyramide, deshalb beträgt die Fläche der Oberseite nur 20 cm × 20  cm. Auf den vier Seiten des Obelisken sind die Namen von Städten aus anderen Regionen der Welt, die ebenfalls mit Obelisken und Referenzkunstwerken ausgestattet sind, in lateinischen Schriftzeichen und goldener arabischer Kalligraphie eingraviert. Der Obelisk stellte im alten Ägypten eine Verbindung zwischen der hiesigen und der Götterwelt dar. Solche Obelisken schmücken heute die meisten westlichen und afrikanischen Metropolen, entweder als Repliken der Originale aus der Antike oder in modernem und zeitgenössischem Design. Der Künstler will damit „sowohl auf die ägyptischen Wurzeln afrikanischer Traditionen als auch auf die Bedeutung der zeitgenössischen Kultur für Douala“ hinweisen.
Laut Faouzi Laatiris wird der Südobelisk von den Kamerunern außerdem mit Beerdigungen, die ein wesentlicher Bestandteil ihres Lebens sind, verbunden.
Es wurde während des „Salon Urbain de Douala – SUD 2007“, veranstaltet von Doual’art, eingeweiht.

## Bibliographie
- K. Verschuren, X. Nibbeling, L. Grandin: Making Douala 2007–2013. ICU art project, Rotterdam 2012.
- Marta Pucciarelli: Douala. Final Report. University of Applied Sciences and Arts of Southern Switzerland, Laboratory of visual culture, 2014 (englisch, supsi.ch [PDF]).
- Iolanda Pensa (Hrsg.): Public Art in Africa. Art et transformations urbaines à Douala /// Art and Urban Transformations in Douala. Metis Presses, Genève 2017, ISBN 978-2-940563-16-6.